# Joseph Rebell

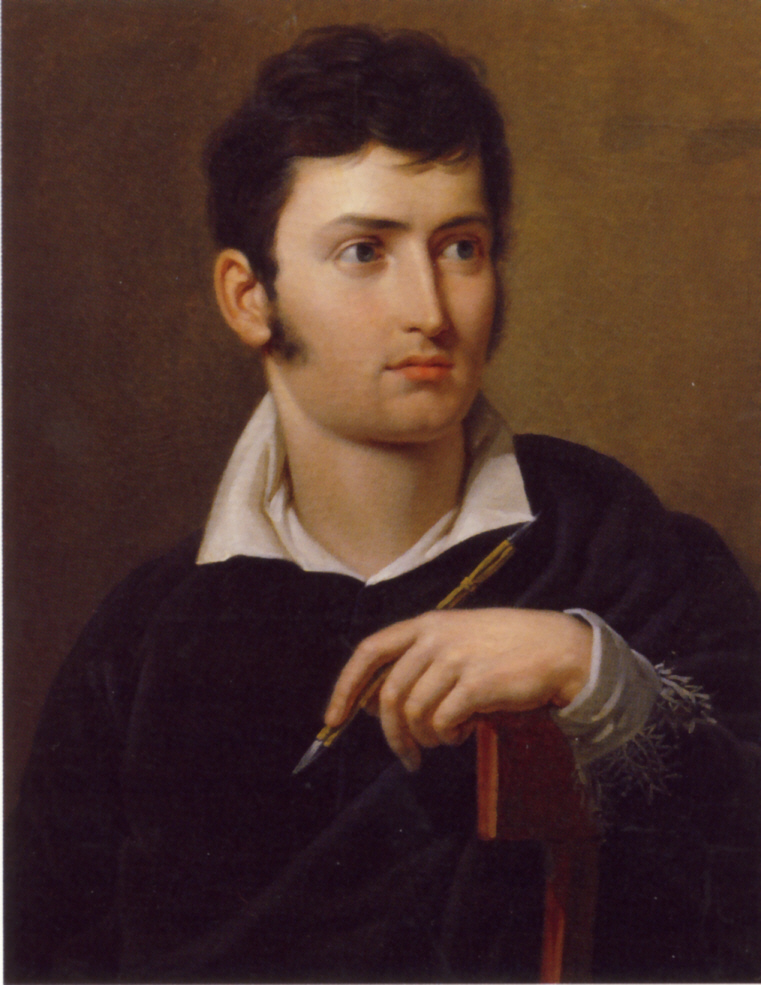
Joseph Rebell, Autoritratto (Österreichische Galerie Belvedere)

Joseph Rebell (Vienna, 11 gennaio 1787 – Dresda, 18 dicembre 1828) è stato un pittore austriaco.

## Biografia
Dal 1799 Joseph Rebell frequentò i corsi di architettura, presso l'Accademia di belle arti di Vienna; ma nel 1807 cambiò indirizzo, perché iniziato alla pittura di paesaggio da Michael Wutky che aveva avuto contatti con i paesaggisti italiani e che a Napoli era riuscito a dipingere una eruzione del Vesuvio. Joseph Rebell nel 1809 intraprese un viaggio in Svizzera, poi proseguì per Milano, dove ottenne protezione dal viceré Eugenio di Beauharnais, che nel 1810 gli commissionò quattro Vedute di battaglie. Si recò quindi a Napoli nel 1812 e, grazie a una presentazione di Beauharnais, ottenne dalla regina Carolina Bonaparte la commissione per una serie di tredici Vedute di Napoli e dintorni. Dipinse altri paesaggi, su richiesta di personalità dell'aristocrazia.

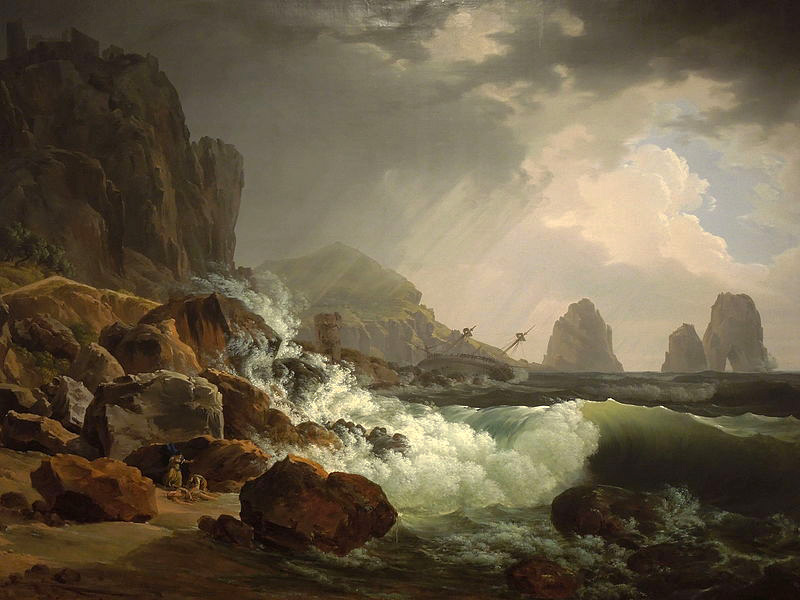
Joseph Rebell, Tempesta sui Faraglioni

Le sue vedute napoletane, accompagnate da quinte naturali di rocce nude, o di boschi, o di antichi fabbricati, avevano trasparenze luminose e suggestionarono la pittura protoromantica della Scuola di Posillipo.
Nel 1815, dopo la fucilazione di Gioacchino Murat, Rebell trovò un rifugio a Roma, dove si fermò fino al 1824. Continuava a dipingere vedute di Napoli, delle isole del golfo e delle coste partenopee, che erano richieste dal mercato. Nel 1819 presentò una serie di paesaggi italiani, a una mostra a palazzo Caffarelli, che furono apprezzati dall'imperatore Francesco II d'Asburgo-Lorena.

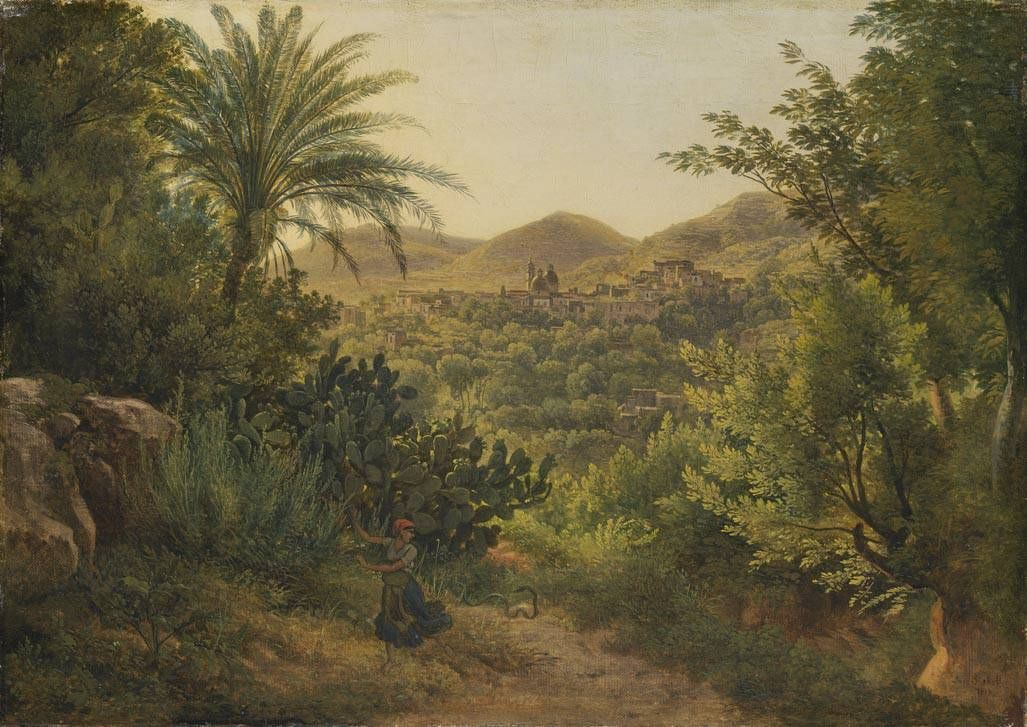
Joseph Rebell, Veduta di Casamicciola (Bavarian State Painting Collections)

Grazie ai buoni rapporti con l'imperatore, dal 1824 Joseph Rebell ebbe la nomina a direttore del Museo Belvedere di Vienna.

## Dipinti
- Costa amalfitana e il convento dei cappuccini durante una tempesta, olio su rame, 41,5x62 cm
- Procida e Ischia da Capo Miseno
- Paesaggio notturno in una grotta mediterranea, olio su tela
- Burrasca al tramonto presso i Faraglioni di Capri, olio su tela, 1823, 99,5x137,2 cm[1]
- Tempesta presso l'arco di Miseno sulla costa del Fusaro, 1819, Österreichische Galerie Belvedere, Vienna
- Golfo di Napoli visto da Posilippo, 1814?, Musée Condé, Chantilly
- Lanterna del molo San Vincenzo, olio su tela, 54,5x87 cm